# Rouyn-Noranda
Rouyn-Noranda ist eine Stadt im Westen der kanadischen Provinz Québec. Sie liegt etwa 400 Kilometer nordwestlich von Ottawa, nahe der Grenze zur Provinz Ontario. Der Verwaltungssitz der Region Abitibi-Témiscamingue ist ein so genanntes territoriales Äquivalent einer Regionalgemeinde, seitdem 2002 sämtliche Gemeinden der früheren regionalen Grafschaftsgemeinde (municipalité régionale du comté) Rouyn-Noranda mit der Stadt fusionierten. Die Fläche beträgt 6010,5 km², die Einwohnerzahl 43.182 (2020).

## Geographie und Klima

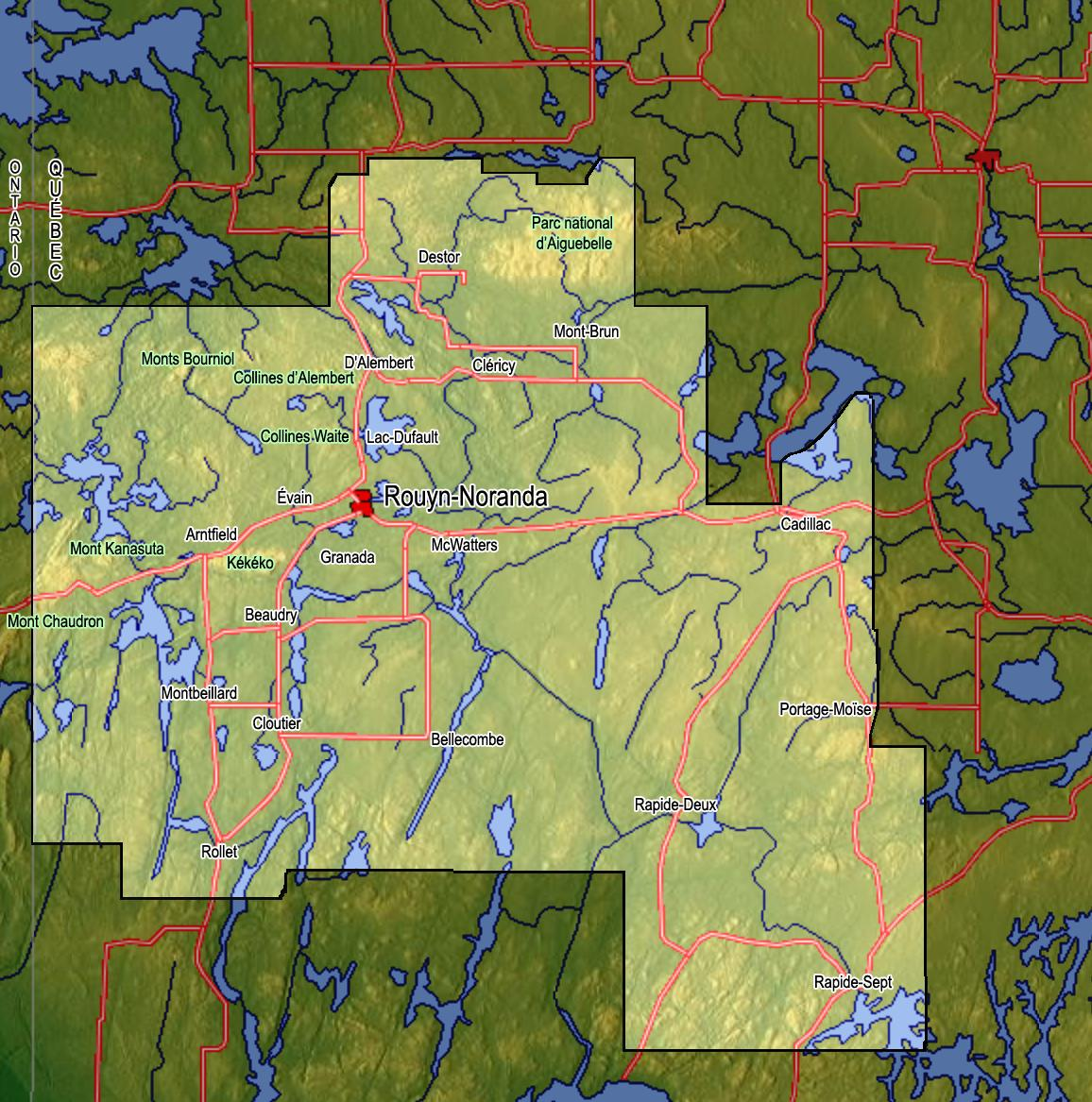
Karte der Gewässer und Siedlungen

Das gesamte Stadtgebiet gehört zum Kanadischen Schild, einer der ältesten geologischen Formationen der Erde. Der Boden ist geprägt von sich abwechselnden Schichten mit Sedimentgesteinen und vulkanischen Gesteinen, die von Granit-Intrusionen durchsetzt sind. Es gibt mehr als 625 Seen, die zu zwei verschiedenen Einzugsgebieten gehören, zu jenem der Hudson Bay im Norden und zu jenem des Ottawa im Süden. Fast das gesamte Gebiet ist mit borealem Nadelwald bedeckt, das Gelände ist flach bis leicht wellig. Es gibt zwei Schutzgebiete von überregionaler Bedeutung, die Réserve écologique des Dunes-de-la-Moraine-d’Harricana und den Parc national d’Aiguebelle.
Die Kernstadt Rouyn-Noranda, in der mehr als zwei Drittel aller Einwohner leben, liegt am West- und Südufer des Lac Osisko. Weitere bedeutende Siedlungen sind u. a. Bellecombe, Cadillac, D’Alembert, Évain, McWatters und Montbeillard. Nachbargemeinden sind Lac-Duparquet, Duparquet und Rapide-Danseur im Nordwesten, Sainte-Germaine-Boulé, Taschereau und Launay im Norden, Sainte-Gertrude-Manneville und Preissac im Nordosten, Rivière-Héva und Val-d’Or im Osten, Les Lacs-du-Témiscamingue im Südosten, Laforce und Rémigny im Süden sowie Nédélec im Südwesten. Im Westen grenzt Rouyn-Noranda an den Timiskaming District von Ontario.
Das Klima ist kaltgemäßigt. Die mittleren Temperaturen bewegen sich zwischen −18,6 °C im Januar und 16,5 °C im Juli. Die tiefste jemals gemessene Temperatur war −49,5 °C am 21. Januar 1984, die höchste 34,5 °C am 18. Juni 1995. Die jährliche Niederschlagsmenge beträgt durchschnittlich 975 mm, wobei August und September die niederschlagsreichsten Monate sind. Schnee kann von Ende Oktober bis Anfang Mai fallen.

## Geschichte
Die Umgebung von Rouyn-Noranda wird seit 8.000 Jahren von First Nations bewohnt. Archäologischen Untersuchungen zufolge lebten die Algonkin hier seit dem 13. Jahrhundert. Im 17. Jahrhundert, kurz vor der Ankunft der Europäer, teilten sich die zu den Algonkin gehörenden Abitibi das Gebiet mit den zu den Cree gehörenden Timiskaming. Zwischen 1630 und 1640 strebten die mit den Engländern verbündeten Irokesen in den Biberkriegen danach, ihre Vormachtstellung im Pelzhandel gewaltsam zu verteidigen und führten zahlreiche Überfälle gegen Pelzkonvois der Algonkin durch. Die von den Odawa verlangten Abgaben waren um 1650 derart hoch geworden, dass die Franzosen zunehmend auf die Dienste unabhängig operierender und billigerer Coureurs des bois (Waldläufer) zurückgreifen mussten.
Gabriel Druillettes verfasste 1658 die erste geographische Beschreibung der Region. Die Ureinwohner wandten sich zunehmend den Engländern zu, die an der weiter nördlich gelegenen James Bay besser erreichbare Pelzhandelsposten betrieben. 1686 entsandten die Franzosen eine Expedition unter dem Kommando von Pierre de Troyes. Es gelang ihm, die Konkurrenz auszuschalten, wenn auch nur für einige Jahre. Im Frieden von Utrecht fiel die James Bay 1713 endgültig an die Briten, mit dem Pariser Frieden von 1763 gelangte auch Québec in britischen Besitz. In der ersten Hälfte des 19. Jahrhunderts gerieten Pelze in Europa allmählich aus der Mode, so dass das abgelegene und schwer zugängliche Gebiet weitgehend uninteressant war.
Edmund Horne, ein Prospektor aus Nova Scotia, begab sich 1911 erstmals an den Lac Osisko, um das Gestein zu untersuchen. Sechs Jahre später stieß er auf umfangreiche Kupfervorkommen. Innerhalb kurzer Zeit entstanden am See zwei Siedlungen. Rouyn am Südufer wurde von Holzfällern besiedelt, die Forstwirtschaftsbetriebe aufbauten. Benannt ist der Ort nach dem französischen Offizier Jean-Baptiste de Rouyn, der 1760 in der Schlacht bei Sainte-Foy schwer verwundet worden war. Am Westufer entstand um das Bergwerk die Siedlung Noranda. Dabei handelt es sich um ein Portmanteauwort aus Nord und Canada. Beide Orte waren ab 1926 eigenständige Städte. Sie lagen nahe beieinander und wuchsen nach wenigen Jahren zusammen, so dass sich früh eine enge Zusammenarbeit ergab.

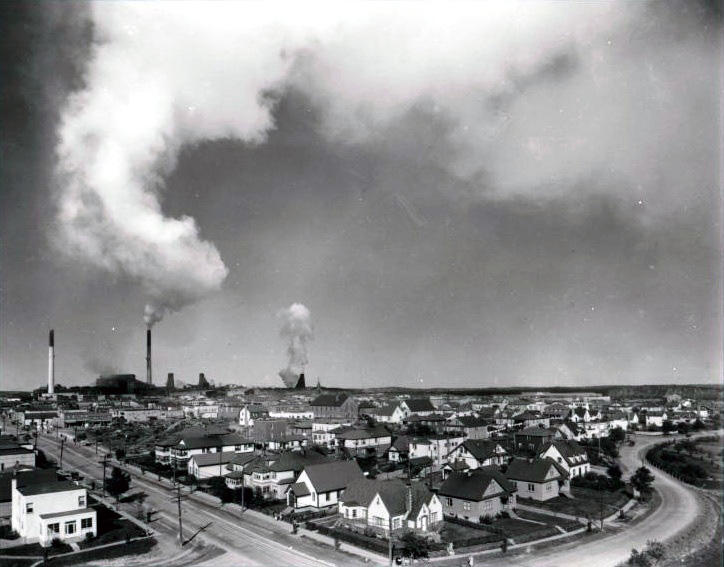
Rouyn-Noranda im Jahr 1942

Während der Weltwirtschaftskrise ab 1929 förderte die Provinzregierung die Ansiedlung von Arbeitern und ihrer Familien im rohstoffreichen Norden, um der Auswanderung nach Neuengland entgegenzuwirken. Beide Städte hatten eine äußerst vielfältige Bevölkerung. Die Frankokanadiern stellten zwar mit Ausnahme weniger Jahre stets die Bevölkerungsmehrheit, es lebten hier aber auch viele englischsprachige Kanadier. Hinzu kamen zahlreiche eingewanderte Polen, Ukrainer, Italiener, Deutsche und Jugoslawen. Ab den 1950er Jahren begann der Anteil der Englischsprachigen allmählich zu schwinden, als sie in die übrigen kanadischen Provinzen weiterzogen. Innerhalb dreier Jahrzehnte wurden Rouyn und Noranda fast rein französischsprachig. Da der Bergbau immer weniger Arbeitskräfte benötigte, nahm die Bedeutung anderer Wirtschaftszweige markant zu.
1973 wurde das Bistum Rouyn-Noranda gegründet. 1986 fusionierten beide Städte und es entstand die neue Stadt Rouyn-Noranda. Diese zählte zehn Jahre später 30.936 Einwohner auf einer Fläche von 348,07 km². Im Rahmen einer Verwaltungsreform wurde am 1. Januar 2002 die regionale Grafschaftsgemeinde Rouyn-Noranda aufgelöst und mit der Stadt fusioniert. Zu ihr gehörten nun auch die früheren Gemeinden Arntfield, Bellecombe, Cadillac, Cloutier, Cléricy, D’Alembert, Destor, Évain, McWatters, Mont-Brun, Montbeillard und Rollet, ebenso die unorganisierten Territorien Lac-Montanier, Lac-Surimau und Rapides-des-Cèdres.

## Bevölkerung
Gemäß der Volkszählung 2016 zählte Rouyn-Noranda 42.334 Einwohner, was einer Bevölkerungsdichte von 7,0 Einw./km² entspricht. 97,5 % der Bevölkerung gaben Französisch als Hauptsprache an, der Anteil des Englischen betrug 2,1 %. Als zweisprachig (Französisch und Englisch) bezeichneten sich 0,4 %, auf andere Sprachen und Mehrfachantworten entfielen 0,05 %. Ausschließlich Französisch sprachen 66,3 %. Im Jahr 2001 waren 93,4 % der Bevölkerung römisch-katholisch, 1,6 % protestantisch und 4,2 % konfessionslos.

## Verkehr und Wirtschaft

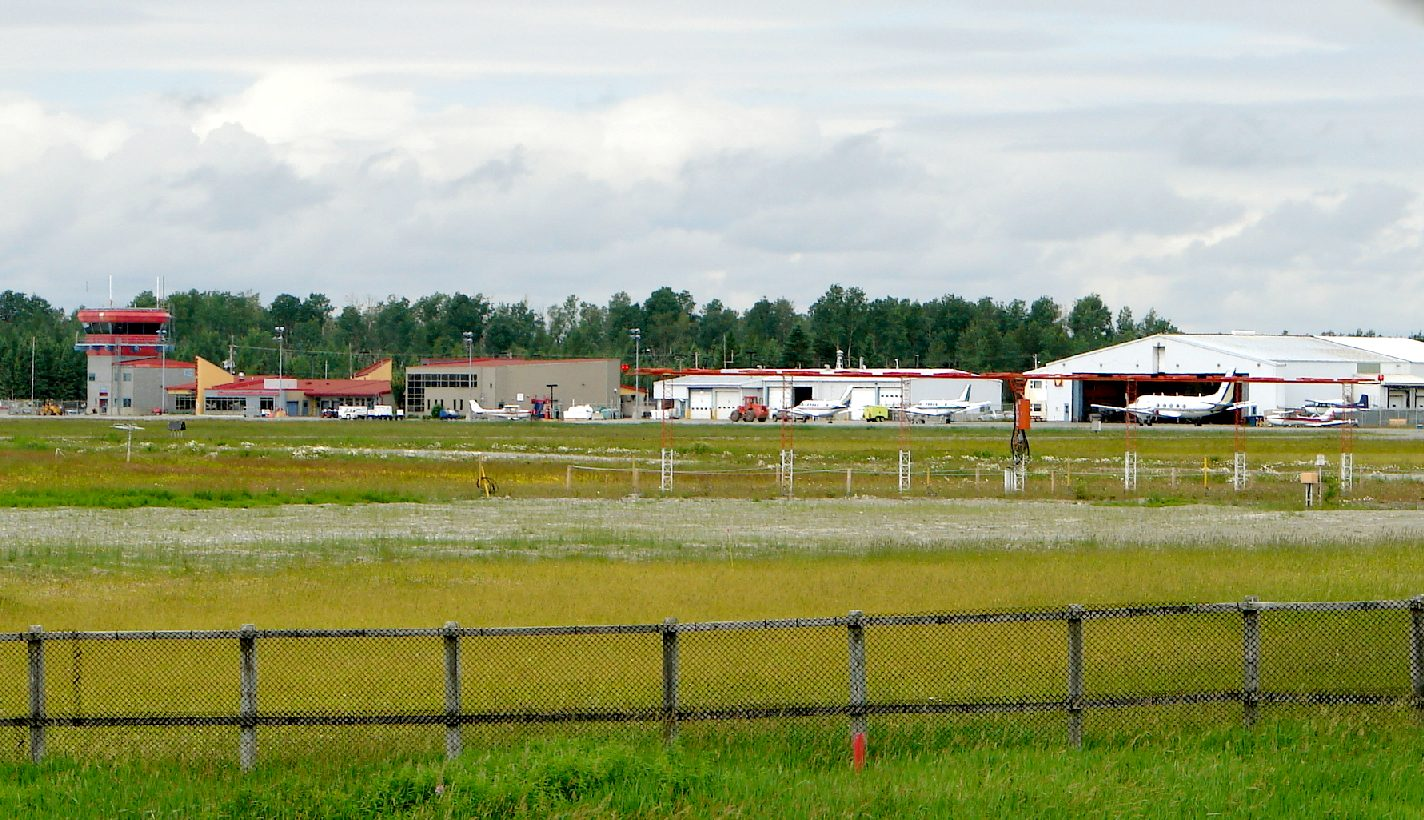
Flughafen Rouyn-Noranda

In Rouyn-Noranda kreuzen sich zwei überregionale Hauptstraßen. Die Route 101 verläuft in Süd-Nord-Richtung und verbindet Témiscaming mit Macamic. In Ost-West-Richtung verläuft die Route 117, die zum Trans-Canada Highway gehört und in Richtung Montreal führt. Die Stadt wird durch vier lokale Buslinien erschlossen, außerdem wird sie durch Fernbuslinien angebunden. Rouyn-Noranda liegt an der Bahnstrecke zwischen Cochrane (Ontario) und Senneterre, die jedoch nur für den Güterverkehr genutzt wird. Der Flughafen Rouyn-Noranda liegt 16 km östlich des Stadtzentrums und besitzt eine asphaltierte Start- und Landebahn mit einer Länge von 2.286 m; angeboten werden regelmäßige Linien- und Charterflüge.
Das wirtschaftliche Geschehen basiert auf der Land- und Forstwirtschaft, der Ausbeutung und Weiterverarbeitung von Bodenschätzen sowie der Herstellung von Geräten für die genannten Branchen. Hinzu kommt ein gut ausgebauter Dienstleistungssektor. Am Oberlauf des Ottawa betreibt Hydro-Québec die Wasserkraftwerke Rapide-2 und Rapide-7.

## Sport
Bekannteste Sportmannschaft der Stadt ist das Eishockeyteam Huskies de Rouyn-Noranda, das seit 1996 in der Ligue de hockey junior majeur du Québec spielt. Die Heimspiele werden in der Aréna Iamgold ausgetragen, die 3.500 Zuschauern Platz bietet.
Etwa 30 km westlich der Stadt befindet sich am Mont Kanasuta ein kleines Wintersportgebiet. Ein Sessellift und ein Skilift erschließen 16 Pisten mit einem maximalen Höhenunterschied von 147 m.

## Bildung
Rouyn-Noranda ist das Bildungszentrum im nordwestlichen Québec. Die Stadt ist seit 1983 Sitz der Université du Québec en Abitibi-Témiscamingue, einer zum Verbund der Université du Québec gehörenden Universität mit Außenstellen in Val-d’Or und Amos. Seit 1967 besteht auch ein Cégep für die Mittelschulbildung.

## Söhne und Töchter
- Paule Baillargeon (* 1945), Schauspieler
- Olivia Baril (* 1997), Radrennfahrerin
- Christian Bordeleau (* 1947), Eishockeyspieler
- J. P. Bordeleau (* 1949), Eishockeyspieler
- Paulin Bordeleau (* 1953), Eishockeyspieler und -trainer
- Rémí Boucher (* 1964), Klassikgitarrist
- Jacques Cloutier (* 1960), Eishockeyspieler
- Wayne Connelly (* 1939), Eishockeyspieler
- Éric Desjardins (* 1969), Eishockeyspieler
- Pierre Goudreault (* 1963), römisch-katholischer Geistlicher, Bischof von Sainte-Anne-de-la-Pocatière
- Bruce Greenwood (* 1956), Schauspieler
- Réjean Houle (* 1949), Eishockeyspieler
- Dave Keon (* 1940), Eishockeyspieler
- Suzanne Lacasse (* 1948), Ingenieurin
- Jacques Laperrière (* 1941), Eishockeyspieler
- Pit Martin (1943–2008), Eishockeyspieler
- Stéphane Matteau (* 1969), Eishockeyspieler
- Valérie Plante (* 1974), Politikerin
- Jocelyne Saucier (* 1948), Schriftstellerin
- Bob Sullivan (1957–2018), Eishockeyspieler
- Dale Tallon (* 1950), Eishockeyspieler
- Pierre Turgeon (* 1969), Eishockeyspieler
- Sylvain Turgeon (* 1965), Eishockeyspieler
- Hal Willis (1933–2015), Countrysänger